# Wielomiany Tonellego
Wielomiany Tonellego – rodzina wielomianów efektywnie aproksymujących rzeczywiste funkcje ciągłe, określone na pewnym przedziale.

## Definicja
Niech {\displaystyle a,b\in \mathbb {R} ,0<b-a<1,f\colon [a,b]\to \mathbb {R} } będzie funkcją ciągłą. Jeśli przedłużymy ją w sposób ciągły na przedział {\displaystyle [\alpha ,\beta ]} taki, że {\displaystyle [a,b]\subset [\alpha ,\beta ],\beta -\alpha <1,} to wielomian
{\displaystyle T_{n}(x)=\int \limits _{\alpha }^{\beta }f(u)t_{n}(u-x)\ du,}
gdzie:
{\displaystyle t_{n}(z)={\frac {(1-z^{2})^{n}}{\int \limits _{-1}^{1}(1-u^{2})^{n}\ du}},\quad n\in \mathbb {N} }
nazywamy {\displaystyle n}-tym wielomianem Tonellego dla funkcji {\displaystyle f.}
Analogicznie można zdefiniować wielomiany Tonellego dla funkcji ciągłych przestrzeni {\displaystyle \mathbb {R} ^{m}.}

## Własności
- Ciąg {\displaystyle T_{n}(x)} jest zbieżny jednostajnie do {\displaystyle f} na przedziale {\displaystyle [a,b].}
- Jeśli {\displaystyle f} jest klasy {\displaystyle \mathrm {C} ^{r}} w przedziale {\displaystyle [a,b]} oraz jej przedłużenie na przedział {\displaystyle [\alpha ,\beta ]} (określony jw.) jest również klasy {\displaystyle \mathrm {C} ^{r},} przy czym {\displaystyle f^{(i)}(\alpha )=f^{(i)}(\beta )=0,\;i\leqslant r-1,} to

{\displaystyle T'_{n}(x)=-\int \limits _{\alpha }^{\beta }f(u)t'_{n}(u-x)dx=\int \limits _{\alpha }^{\beta }f'(u)t_{n}(u-x)du}
jest {\displaystyle n}-tym wielomianem Tonellego dla {\displaystyle f'.} Skąd {\displaystyle T_{n}^{(i)}} jest {\displaystyle n}-tym wielomianem Tonellego dla {\displaystyle f^{(i)}} oraz {\displaystyle T_{n}^{(i)}} jednostajnie do {\displaystyle f^{(i)},\;i\leqslant p}